# Калидон (сын Этола)
Калидон (др.-греч. Καλυδών) — персонаж греческой мифологии, сын Этола и Пронои, основатель и эпоним города Калидон в Этолии.
Калидон фигурирует главным образом в генеалогиях. Его женой была Эолия, дочь Амифаона; его дети — Протогенея, родившая от Ареса сына Оксила, и Эпикаста, ставшая женой своего двоюродного брата Агенора. Учитывая, что этот персонаж — эпоним города и сын эпонима региона (Этолии), антиковеды полагают, что он появился в поздних источниках. Его родословная даёт основания считать, что этолийская аристократия связывала своё происхождение с Западной Беотией.